# All Saints (in the Marsh), Peasholme Green
Die Kirche All Saints (in the Marsh) war eine mittelalterliche Pfarrkirche, die sich am Haymarket in der südwestlichen Ecke des Peasholme Green in York befand und zur Unterscheidung von den Kirchen All Saints, North Street und All Saints, Pavement als All Saints (in the Marsh), Peasholme Green bezeichnet wurde.
Die Kirche ist im Jahr 1586 abgebrochen worden. Archäologische Ausgrabungen im Jahr 1853 und in den 1980er Jahren legten die Nordwand des Kirchenschiffes sowie zahlreiche Grabstätten innerhalb des ehemaligen Kirchenraumes frei. Die archäologischen Funde deuten darauf hin, dass die Kirche mindestens 10 m breit war und sich an der Westfront ein Turm befand.
Die frühste Erwähnung von All Saints stammt aus der Zeit zwischen 1191 und 1206. Die Urkunde legt jedoch nahe, dass das Gebäude schon längere Zeit zuvor existiert hatte.
Am südöstlichen Ende der Westfassade der Kirche befand sich seit dem späten 14. Jahrhundert das Holy Priests' House. Hier lebten Priester, die damit befasst waren, Messen mit einer „Intention“, das heißt mit einem besondern Anliegen für Verstorbene zu lesen, für die deren Angehörige ein Mess-Stipendium entrichtet hatten. Zum Holy Priest's House gehörte auch ein Brunnen (Holy Priests' Well), dessen Brunnenkopf sich heute im Yorkshire Museum in York befindet.
Die Priester des Holy Priests' House nutzten All Saints für ihre Gottesdienste. In den 1540er Jahren wurde die Praxis der Messstipendien in der Folge der anglikanischen Reformation unter Heinrich VIII. unterdrückt. Priester, deren Aufgabe es zuvor gewesen war, sich ausschließlich um die Wahrnehmung der, in der Regel bis in alle Ewigkeit verfügten, Messstipendien zu kümmern, mussten sich nun neuen Aufgaben zuwenden. Dieser Funktion beraubt, kam es zum Niedergang des Kirchengebäudes von All Saints. 1549 wurde die Schließung der Kirche angeordnet.
Trotzdem existierte die Kirche noch einige Jahrzehnte weiter als Pfarrkirche, wie die Einsetzung neuer Priester in den Jahren 1551, 1567 und 1573 belegt. Schon 1568 soll sich das Gebäude im Verfall befunden haben, andere Berichte aus den Jahren 1576–78 beklagen Schmutz, Verfall, Pluralismus und nicht stattfindende Predigten. Bis 1584 wurde die Kirche als Grabstätte genutzt. Im Jahr 1586 wurde die Gemeinde schließlich mit der von St. Cuthbert, Peasholme Green vereinigt, das gesamte Inventar der Kirche entfernt und das Mauerwerk zur Reparatur von Straßen und der benachbarten Kirche St. Cuthbert, Peasholme Green herangezogen. Bis 1736 soll noch ein Teil der Außenmauern bestanden haben, der jedoch bis zum Ende des 18. Jahrhunderts ebenfalls abgebrochen wurde. Aus All Saints stammende Alabasterreliefs aus dem 15. Jahrhundert, die das Leben des Heiligen Wilhelm von York zeigen, werden im Yorkshire Museum aufbewahrt.